# Pholidota carnea
Pholidota carnea är en orkidéart som först beskrevs av Carl Ludwig von Blume, och fick sitt nu gällande namn av John Lindley. Pholidota carnea ingår i släktet Pholidota och familjen orkidéer.

## Underarter
Arten delas in i följande underarter:
- P. c. carnea
- P. c. parviflora
- P. c. pumila